# Roger Rössing
Roger Rössing (Leipzig, 1 de marzo de 1929-Leipzig, 7 de abril de 2006) fue un fotógrafo alemán considerado como uno de los más importantes de la República Democrática Alemana. La mayor parte de su vida trabajó junto a su mujer, Renate, 

## Vida
Entre los años de 1948 y 1951 estudió fotografía asistiendo a las clases de Johannes Widmann en la ‘’Academia de Artes Visuales de Leipzig’’ (Hochschule für Grafik und Buchkunst Leipzig). Allí conoció a su futura mujer, Renate, con la cual perteneció durante la década de los cincuenta al grupo fotográfico “action fotografie“ y junto a la cual publicaría casi una centena de libros a lo largo de sus más de 50 años juntos.

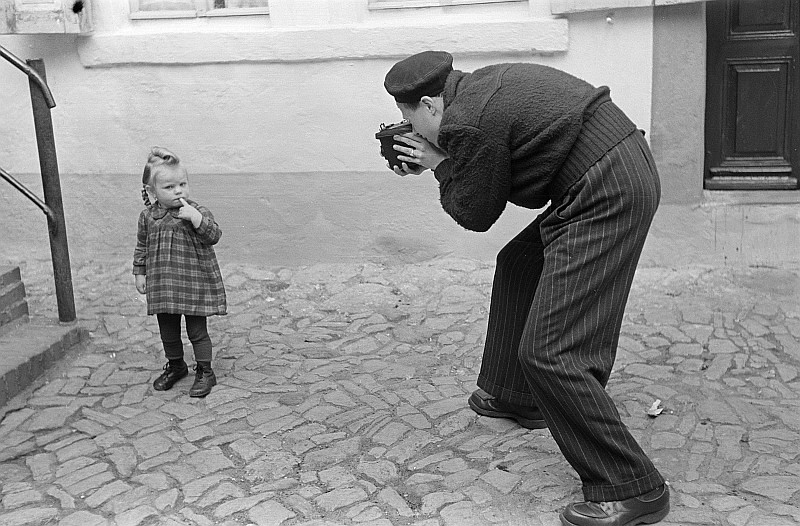
Roger Rössing fotografiando a una niña (1951)

Rössing también fue un activo publicista y escritor, no sólo de literatura del campo fotográfico.

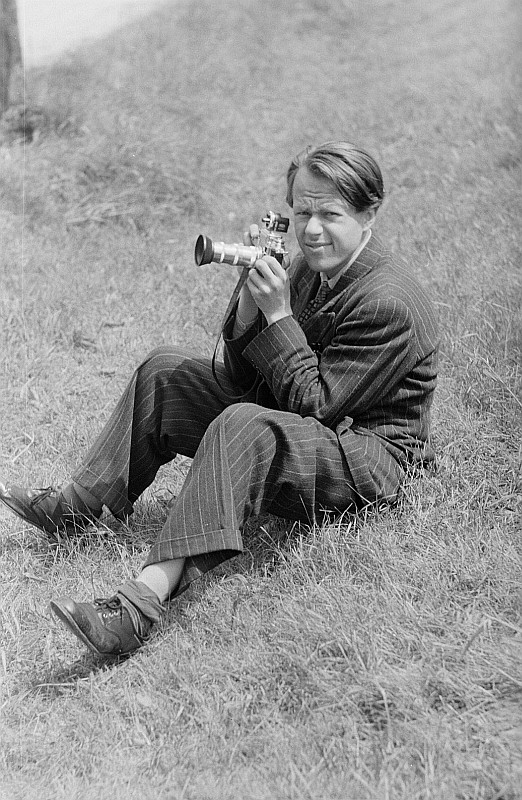
Roger Rössing de joven con una cámara (1949)

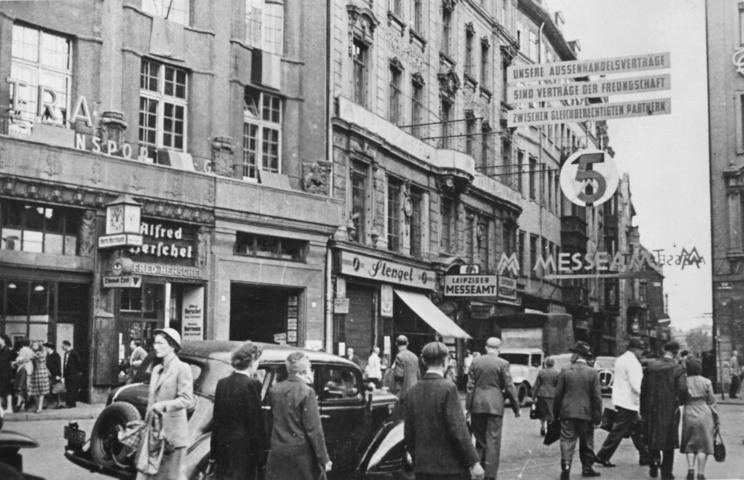
Leipzig durante la feria de otoño de 1951. Fotografía de Roger Rössing

Tanto Renate como Roger Rössing son considerados dos de los fotógrafos más importantes de la República Democrática Alemana y su legado fotográfico se encuentra en la Deutsche Fotothek de Dresde.

## Obra individual
- Fotografía con la Praktica. Leipzig, diversas ediciones
- Leipzig in Farbe. F. A. Brockhaus, Leipzig
- Fotografía de arquitectura. Fotokinoverlag, Leipzig, 1987
- Ampliaciones. Fotokinoverlag, Leipzig, 1990

## Obra con Renate
- Roger y Renate Rössing: El hombre en la ciudad. Fotografías 1946–1989. Lehmstedt, Leipzig 2006

## Enlaces
- Información de Roger Rössing en la Fototeca Alemana Deutschen Fotothek
- Roger Rössing en la Fototeca Alemana
- Fundación de Renate y Roger Rössing
- Renate y Roger Rössing en photography-now
- Reseña de Ralf Julke: 124 imágenes del antiguo Leipzig: Hombres en la ciudad (enlace roto disponible en Internet Archive; véase el historial, la primera versión y la última). En: Lizzy-online. 31 de marzo de 2006.
- [http://www.kunststoff-kulturmagazin.de/printausgabe/3/bruecke-zum-gefuehl.html (enlace roto disponible en Internet Archive; véase el historial, la primera versión y la última). Sigrid Gaulrapp: "Puentes al sentimiento del lector. Las cámaras gemelas de  Leipzig"

- Datos: Q622940
- Multimedia: Roger Rössing / Q622940